# Platycheirus abruzzensis
Platycheirus abruzzensis är en tvåvingeart som först beskrevs av Goot 1969.  Platycheirus abruzzensis ingår i släktet fotblomflugor, och familjen blomflugor.
Artens utbredningsområde är Italien. Inga underarter finns listade i Catalogue of Life.